# کودریتسش
کودریتسش (به آلمانی: Ködderitzsch) یک شهر در آلمان است که در تورینگن واقع شده‌است. کودریتسش ۱۳۱ نفر جمعیت دارد.